# Johnny Dusbaba
Johnny Dusbaba (Hága, 1956. március 14. –) válogatott holland labdarúgó, hátvéd.

## Pályafutása

### Klubcsapatban
1974-ben az ADO Den Haag, 1974 és 1977 között az Ajax, 1977 és 1981 között a belga Anderlecht, 1981–82-ben a belga Standard de Liège, 1982 és 1984 között a NAC labdarúgója volt. 1984 és 1986 között a belga Sint-Niklaas csapatában fejezte be az aktív labdarúgást. Az Ajax, az Anderlecht és a Standard de Liège csapatával is egy-egy bajnoki címet szerzett. Tagja volt az Anderlecht 1977–78-as idényben KEK-győztes együttesének.

### A válogatottban
1977–78-ban négy alkalommal szerepelt a holland válogatottban.

## Sikerei, díjai
Ajax
- Holland bajnokság
  - bajnok: 1976–77

 Anderlecht
- Belga bajnokság
  - bajnok: 1980–81
- Kupagyőztesek Európa-kupája (KEK)
  - győztes: 1977–78
- UEFA-szuperkupa
  - győztes: 1978

 Standard de Liège
- Belga bajnokság
  - bajnok: 1981–82
- Belga szuperkupa
  - győztes: 1981

## Statisztika

### Mérkőzései a holland válogatottban
| Hollandia | Hollandia           | Hollandia                    | Hollandia      | Hollandia | Hollandia | Hollandia    | Hollandia | Hollandia |
| #         | Dátum               | Helyszín                     | Hazai          | Eredmény  | Vendég    | Kiírás       | Gólok     | Esemény   |
| --------- | ------------------- | ---------------------------- | -------------- | --------- | --------- | ------------ | --------- | --------- |
| 1.        | 1977. augusztus 31. | Nijmegen, Goffertstadion     | Hollandia      | 4 – 1     | Izland    | vb-selejtező | -         | 65'       |
| 2.        | 1977. október 12.   | Belfast, Windsor Park        | Észak-Írország | 0 – 1     | Hollandia | vb-selejtező | -         | 50'       |
| 3.        | 1977. október 26.   | Amszterdam, Olimpiai Stadion | Hollandia      | 1 – 0     | Belgium   | vb-selejtező | -         |           |
| 4.        | 1978. október 11.   | Bern, Wankdorfstadion        | Svájc          | 1 – 3     | Hollandia | Eb-selejtező | -         | 30'       |
|           | Összesen            |                              |                | 4         | mérkőzés  |              | 0         | gól       |